# Близька далина
«Близька далина» (рос. «Близкая даль») — радянський художній фільм режисера  Віталія Кольцова, знятий на кіностудії Мосфільм в 1978 року.

## Сюжет
Приїхавши з бригадою меліораторів в чергове село, балагур Сергій відразу звернув увагу на Анну, директора радгоспу, яка, на подив усім односельцям, незабаром привела його в свій будинок…

## У ролях
- Жанна Прохоренко —  Анна Володимирівна Тальнікова
- Анатолій Васильєв —  Сергій Букрєєв
- Любов Соколова —  Євдокія Сафронівна, свекруха Анни
- Іван Савкін —  Михайло Костянтинович
- Ірина Гришина —  Поліна
- Андрій Смоляков —  Микита Тропарьов, ветеринар
- Володимир Кашпур —  Ніл Андрійович Велехов
- Валерій Баринов —  Борис Коман
- Всеволод Санаєв —  Андрій Захарович Погодін
- Микола Парфьонов —  Василь Кузьмич Буланов
- Юрій Смирнов —  Никифоров
- Валентина Владимирова —  Клавдія
- Володимир Земляникін —  Дьомін
- Віра Новікова —  Женька Колихалова
- Віктор Філіппов —  Таболов
- Алевтина Румянцева —  Любов, мати Поліни
- Микола Смирнов —  Яків
- Володимир Гуляєв —  член бюро райкому
- Олександр Лебедєв —  Суриков
- Ірина Мурзаєва —  секретарка Нілу Андрійовича
- Іраїда Солдатова —  мати Сергія

## В епізодах
- Володимир Нікітін, Андрій Петров, Віктор Уральський,  Клавдія Хабарова
- Анатолій Голік, Олена Вольська, В. Ісаєв, А. Новосьолов

## Знімальна група
- Режисер:  Віталій Кольцов
- Автор сценарію: Артур Макаров
- Оператор:  Анатолій Ніколаєв
- Художник-постановник:  Олексій Лебедєв
- Композитор:  Володимир Шаїнський
- Текст пісень: Михайло Матусовський
- Звукорежисер: Тамара Баталова